# Лучано, Асканио
Асканио Лучано, или Асканио Лучани (итал. Ascanio Luciano, Ascanio Luciani; 1621, Неаполь — 18 августа 1706, Неаполь) — итальянский живописец, мастер архитектурных пейзажей — ведут, а также фантастических композиций в жанре каприччо: пейзажей с античными руинами. На протяжении всей жизни работал в Неаполе, где стал последователем Вивиано Кодацци.

## Биография
Подробностей о его жизни сохранилось крайне мало. Считается, что он родился в Неаполе в 1621 году. Когда в 1633 году живописец архитектурных ведут Вивиано Кодацци поселился в Неаполе, Лучано было всего тринадцать лет. Считается, что Лучано учился у Кодацци до того, как тот покинул Неаполь около 1647 года. Основанием для такого предположения является очевидное сходство работ двух художников до такой степени, что их часто затруднительно приписать тому или другому. В 1665 году Лучано стал членом Конгрегации художников Святой Анны и Луки
Асканио Лучано дожил до глубокой старости и умер в Неаполе 18 августа 1706 года.

## Творчество
Лучано был специалистом по архитектурным ведутам в жанре каприччо — композициям с фигурами среди руин. В этих работах он продемонстрировал глубокое знание архитектуры и перспективы. Остаются проблемы относительно атрибуции некоторых картин Лучано, а также относительно того, выполнил ли он их полностью самостоятельно или сотрудничал с «художниками-фигуристами», которые, по обычаю того времени, писали фигуры в пейзажах других художников.
За сходство с произведениями Вивиано Кодацци Лучано получил прозвание «Псевдо-Кодацци» (Pseudo-Codazzi). Однако картины Лучано более повествовательны и менее драматичны. Лучано меньше заботила точность изображения архитектуры, его интерес заключался в создании красочных эффектов. В то время как Лучано, подобно Кодацци, включал в свои картины элементы жанра бамбоччанти, он смягчал дерзость их сюжетов. Композиции Лучано сочетали бытовые сценки с элегантностью классической, хоть и причудливой архитектуры. Его зрелые произведения предвосхищают ведуты XVIII века. Картины Асканио Лучано привлекали внимание иностранных путешественников во время их Гранд-тура, поскольку они представляли собой зеркало повседневной жизни Рима в сочетании с монументальностью архитектуры Вечного города. Лучано также иногда изображал среди архитектурных декораций сцены из Библии, например «Избиение младенцев» или «Христос, изгоняющий торговцев из храма».
Асканио Лучано часто использовал мотив аркад и «леса колонн», которые в разных направлениях «уходят» в глубину картины. Этот мотив получил название «мотива гипостильного зала».
В начале XVIII века Лучано считали архаичным, посредственным художником. Позднее историки искусства стали рассматривать творчество художника как важный переходный этап в жанре архитектурных каприччо между его основателями, такими как Вивиано Кодацци и Франсуа де Номе, и мастерами ведут XVIII века.

## Галерея
- Архитектурное каприччо со стаффажем. Между 1645 и 1706. Холст, масло. Частное собрание
- Фигуры у фонтана во дворце. Между 1645 и 1706. Холст, масло. Частное собрание
- Фигуры около скульптуры во дворце. Между 1645 и 1706. Холст, масло. Частное собрание
- Aрхитектурное каприччо с рыночной сценой. Между 1645 и 1706. Холст, масло. Частное собрание
- Дворцовая архитектура с фигурами. Между 1645 и 1706. Холст, масло. Частное собрание
- Каприччо с видением Святого Августина в руинированной аркаде. Между 1669 и 1691. Холст, масло. Частное собрание
- Портик с лоджией у моря, с кораблями и фигурами. 1640-е. Холст, масло. Частное собрание